# Cinque Nazioni 1991
Il Cinque Nazioni 1991 (in inglese 1991 Five Nations Championship, in francese Tournoi des Cinq Nations 1991, in gallese Pencampwriaeth y Pum Gwlad 1991) fu la 62ª edizione del torneo annuale di rugby a 15 tra le squadre nazionali di Francia, Galles, Inghilterra, Irlanda e Scozia, nonché la 97ª in assoluto considerando anche le edizioni dell'Home Nations Championship.
A 11 anni di distanza dalla più recente vittoria fu l'Inghilterra, alla sua ventinovesima affermazione, ad aggiudicarsi il trofeo, anch'esso con il Grande Slam come nel 1980.
Simon Hodgkinson, lo specialista inglese ai calci piazzati, realizzò anche il nuovo record di punti marcati in una singola edizione, con 60, alla media di 15 a incontro.
Due settimane prima, battendo gli irlandesi a Lansdowne Road, l'Inghilterra aveva conquistato la sua quinta Triple Crown del dopoguerra.
Galles e Irlanda, appaiati in fondo alla classifica, evitarono il Whitewash grazie al pareggio del quale si resero protagoniste nel loro incontro a Cardiff nella terza giornata, unico punto da entrambe raccolto in tale edizione.
Il valore delle marcature, come stabilito dall’IRFB nel 1977, era: 4 punti per ciascuna meta (6 se trasformata), 3 punti per la realizzazione di ciascun calcio piazzato, idem per il drop.

## Nazionali partecipanti e sedi
| Squadra     | Città     | Impianto interno   |
| ----------- | --------- | ------------------ |
| Francia     | Parigi    | Parco dei Principi |
| Galles      | Cardiff   | National Stadium   |
| Inghilterra | Londra    | Twickenham         |
| Irlanda     | Dublino   | Lansdowne Road     |
| Scozia      | Edimburgo | Murrayfield        |

## Risultati

### 1ª giornata
| Arbitro: | Ed Morrison |

|                           |      |              |
| D. Camberanero (2)        | c.p. | Chalmers (2) |
| D. Camberanero (2) Blanco | drop | Chalmers (2) |

| Arbitro: | Ray Megson |

|                     |      |                |
|                     | mt   | Teague         |
| Thorburn N. Jenkins | c.p. | Hodgkinson (7) |

### 2ª giornata
| Arbitro: | Derek Bevan |

|                |      |                    |
| S. Smith       | mt   | Cabannes Lagisquet |
|                | tr   | D. Camberabero (2) |
| M. Kiernan (3) | c.p. | D. Camberabero (3) |

| Arbitro: | David Bishop |

|                                 |      |              |
| Chalmers D. White (2) Armstrong | mt   | Ford         |
| Chalmers G.Hastings             | tr   | Thorburn     |
| Chalmers G. Hastings (2)        | c.p. | Thorburn (2) |
| Chalmers                        | drop |              |

### 3ª giornata
| Arbitro: | David Bishop |

|                   |      |                                 |
| Arnold N. Jenkins | mt   | Clarke Mullin Staples Geoghegan |
| Thorburn (2)      | tr   | B. Smith                        |
| Thorburn (2)      | c.p. |                                 |
| N. Jenkins        | drop | B. Smith                        |

| Arbitro: | David Hilditch |

|                |      |              |
| Heslop         | mt   |              |
| Hodgkinson     | tr   |              |
| Hodgkinson (5) | c.p. | Chalmers (4) |

### 4ª giornata
| Arbitro: | Kerry Fitzgerald |

|                                               |      |          |
| Blanco Saint-André Mesnel Roumat Sella Lafond | mt   |          |
| Blanco D. Camberabero (2)                     | tr   |          |
| D. Camberabero (2)                            | c.p. | Thorburn |

| Arbitro: | Alain Ceccon |

|           |      |                     |
| Geoghegan | mt   | R. Underwood Teague |
|           | tr   | Hodgkinson          |
| B. Smith  | c.p. | Hodgkinson (2)      |

### 5ª giornata
| Arbitro: | Les Peard |

|                |      |                                   |
| R. Underwood   | mt   | Saint-André D. Camberabero Mesnel |
| Hodgkinson     | tr   | D. Camberabero (2)                |
| Hodgkinson (4) | c.p. | D. Camberabero                    |
| Andrew         | drop |                                   |

| Arbitro: | Kerry Fitzgerald |

|                                 |      |                                   |
| G. Hastings Stanger S. Hastings | mt   | Crossan Robinson Geoghegan Mullin |
| Chalmers (2)                    | tr   | B. Smith (3)                      |
| G. Hastings Chalmers (3)        | c.p. | B. Smith                          |

## Classifica
| Pos | Squadra     | G | V | N | P | PF | PS  | DP  | Pt |
| --- | ----------- | - | - | - | - | -- | --- | --- | -- |
| 1   | Inghilterra | 4 | 4 | 0 | 0 | 83 | 44  | +39 | 8  |
| 2   | Francia     | 4 | 3 | 0 | 1 | 91 | 46  | +45 | 6  |
| 3   | Scozia      | 4 | 2 | 0 | 2 | 81 | 73  | +8  | 4  |
| 4   | Irlanda     | 4 | 0 | 1 | 3 | 66 | 86  | −20 | 1  |
| 5   | Galles      | 4 | 0 | 1 | 3 | 42 | 114 | −72 | 1  |